# SOCIETY OF THE CITIZENS
《SOCIETY OF THE CITIZENS》為東京事變策劃的演唱會活動，首次舉行是在2006年時，活動的內容為東京事變率領其他活耀於日本樂壇的樂團們，一同演出，不僅僅是有個別時段讓每個樂團上台展現自己，更重要的是每個樂團間也會相互合作，不但讓大家感受夏日的氣息，也激起不一樣的音樂火花。目前已經舉辦兩屆。

## 演唱會相關資訊

### 緣起
東京事變的主唱椎名林檎認為參加音樂祭的活動，不但要大老遠的跑去主辦的場地，更重要的是還有很多的舞台共同演出，這樣有時會看不到自己想要看的樂團在台上演出，必須要有所捨棄。因此她任性的把所有的樂團全部集中在同一個場地，讓聽眾可以一次享受，省去舟車勞頓之苦」。

### 曾經參與之藝人及團體
東京事變、ZAZEN BOYS、SOIL&"PIMP"SESSIONS、ELEPHANT KASHIMASHI、SCOOBIE DO

## SOCIETY OF THE CITIZENS vol.1（2006年）
《SOCIETY OF THE CITIZENS vol.1》為東京事變所發起的音樂季活動，與ZAZEN BOYS、SOIL&"PIMP"SESSIONS，於2006年7月2日，在日比谷野外音樂堂一同演出，不過本次活動前，東京事變鼓手刄田綴色因右手手腕骨折而缺席，因而改由佐野康夫代打。

### 演出人員
東京事變第二期成員
　椎名林檎 - 主　唱・吉他手

　龜田誠治 - 貝斯手

　佐野康夫 - 鼓　手（代打）

　　浮雲　 - 吉他手

　伊澤一葉 - 鋼琴手

### 公演會場
| 日期         | 都道府縣 | 城市     | 場館             |
| ------------ | -------- | -------- | ---------------- |
| 日本         |          |          |                  |
| 2006年7月2日 | 東京都   | 千代田區 | 日比谷野外音樂堂 |

### 演出曲目
東京事變
1. 祭典騷動
2. 機器少女（友坂理惠）
3. 歌舞伎
4. 莖
5. Gong（【浮雲】:PETROLZ）
6. Mirror Ball（【浮雲】:PETROLZ）
7. 服務
8. 喧嘩上等
9. 秘密

插花
1. 映日紅之花
2. Crazy Days Crazy Feeling（原唱 ZAZEN BOYS）
3. KIMOCHI（原唱 ZAZEN BOYS）

## SOCIETY OF THE CITIZENS vol.2（2008年）
《SOCIETY OF THE CITIZENS vol.2》為東京事變所發起的音樂季活動，本次音樂季為期兩天，為東京事變和不同的樂團演出，首先先與ELEPHANT KASHIMASHI、SCOOBIE DO，於2008年8月23日演出，再與vol.1的演出者ZAZEN BOYS、SOIL&"PIMP"SESSIONS，於2008年8月24日演出，兩場地點皆在東京巨蛋園區內的JCB HALL。而安可曲的時候，椎名林檎還宣布「希望這種活動不要中斷，一直辦下去」。

### 演出人員
東京事變第二期成員
　椎名林檎 - 主　唱・吉他手

　龜田誠治 - 貝斯手

　刄田綴色 - 鼓　手

　　浮雲　 - 吉他手

　伊澤一葉 - 鋼琴手

### 公演會場
| 日期          | 都道府縣 | 城市   | 場館     |
| ------------- | -------- | ------ | -------- |
| 日本          |          |        |          |
| 2008年8月23日 | 東京都   | 文京區 | JCB HALL |
| 2008年8月24日 | 東京都   | 文京區 | JCB HALL |

### 演出曲目
1. トラウマティック・ガール
2. Back On
3. PLUS ONE MORE
4. Private Lover
5. 真夜中のダンスホール
6. What's Goin' On
7. Funk-a-lismo!

1. 今はここが真ん中さ！
2. さよならパーティー
3. 悲しみの果て
4. 笑顔の未来へ
5. 風に吹かれて
6. 珍奇男
7. ゴクロウサン
8. so many people
9. FLYER
10. 新しい季節へキミと
11. 俺たちの明日

1. 某都民
2. 小木偶
3. BB.QUEEN
4. Mirror Ball（【浮雲】:PETROLZ）
5. 歌舞伎
6. OSCA
7. Killer Tune
8. 黑貓道
9. 閃光少女

ENCORE
10. 丸內虐待狂

1. MEMAI
2. SUMMER GODDESS
3. 短暫少女(DEATH JAZZ ver.)
4. マクロケ
5. マシロケ
6. 閃く刃
7. FANTASTIC PLANET
8. SATSURIKU ニューウェイヴ

1. RIFF MAN
2. HIMITSU GIRL'S TOP SECRET
3. Honnoji
4. DARUMA
5. Asobi
6. I Don't Wanna Be With You
7. KIMOCHI
8. COLD BEAT

1. 某都民
2. 小木偶
3. BB.QUEEN
4. Mirror Ball（【浮雲】:PETROLZ）
5. 歌舞伎
6. OSCA
7. Killer Tune
8. 黑貓道
9. 閃光少女

ENCORE
10. 丸內虐待狂

## 演唱會報導
- 電視演出
  - 10/26(日) 「東京事變 presents SOCIETY OF THE CITIZENS vol.2」　富士電視台721、CSHD　21:00～24:00[4]
  - 11/25(土) 「東京事變 presents SOCIETY OF THE CITIZENS vol.2」　富士電視台（關東地區）　27:00～27:30[5]
  - 12/07(日) 「東京事變 presents SOCIETY OF THE CITIZENS vol.2」　ＢＳ　17:00～18:55[5]

## 脚注